# Concombre arménien
Cucumis flexuosus
Espèce
- C. melo subsp. melo var. flexuosus Naud.

Concombre arménien est le nom fréquent de Cucumis melo var. flexuosus, variété de melon long, non sucrée, récoltée immature et cultivée depuis l'antiquité dans les zones de climat chaud du Proche-Orient et de Méditerranée.
Ils constituent un cultigroupe qui se décline en de nombreuses sous-populations locales. Ils se consomment comme le concombre (Cucumis sativus) cuit ou cru.

## Dénomination
Cucumis flexuosus L. publié dans Linné (1763) Species plantarum, Ed. II. 1437. Linné le suppose indien. Synonyme Cucumis melo var. flexuosus Naud. nombreux autres synonymes.
C. flexuosus var. rectoalbus Pangalo est synonyme de C. melo var. agrestris. Pangalo est un terme générique imprécis.
Le concombre arménien, concombre long de Turquie, concombre de Turquie, melon d'Espagne ou concombre serpent est classé melon par les botanistes et les généticiens mais commercialisé comme concombre par les grainetiers (pepino = concombre en espagnol et portugais) et les marchands de primeurs.
Il a la rusticité des melons (zone 10 USDA) et besoin de climat chaud, il se distingue des concombres par sa longueur et ses stries («La principale différence entre conhombre (C. flexuosus) et le pepino (C. sativus) est la taille de ses fruits recourbés et marqués de sillons, ils sont régulièrement de trois à quatre pieds de long» Claudio Boutelou, 1801), mais il a les mêmes usages que le concombre: cru en salade ou cuit notamment dans le curry. Joseph Roques (1837) écrit «Ses fruits sont [ ] plus sucrés, plus parfumés que les concombres ordinaires [ ]. On les mange crus ou cuits, et préparés de plusieurs manières; on en fait aussi d'excellents cornichons».

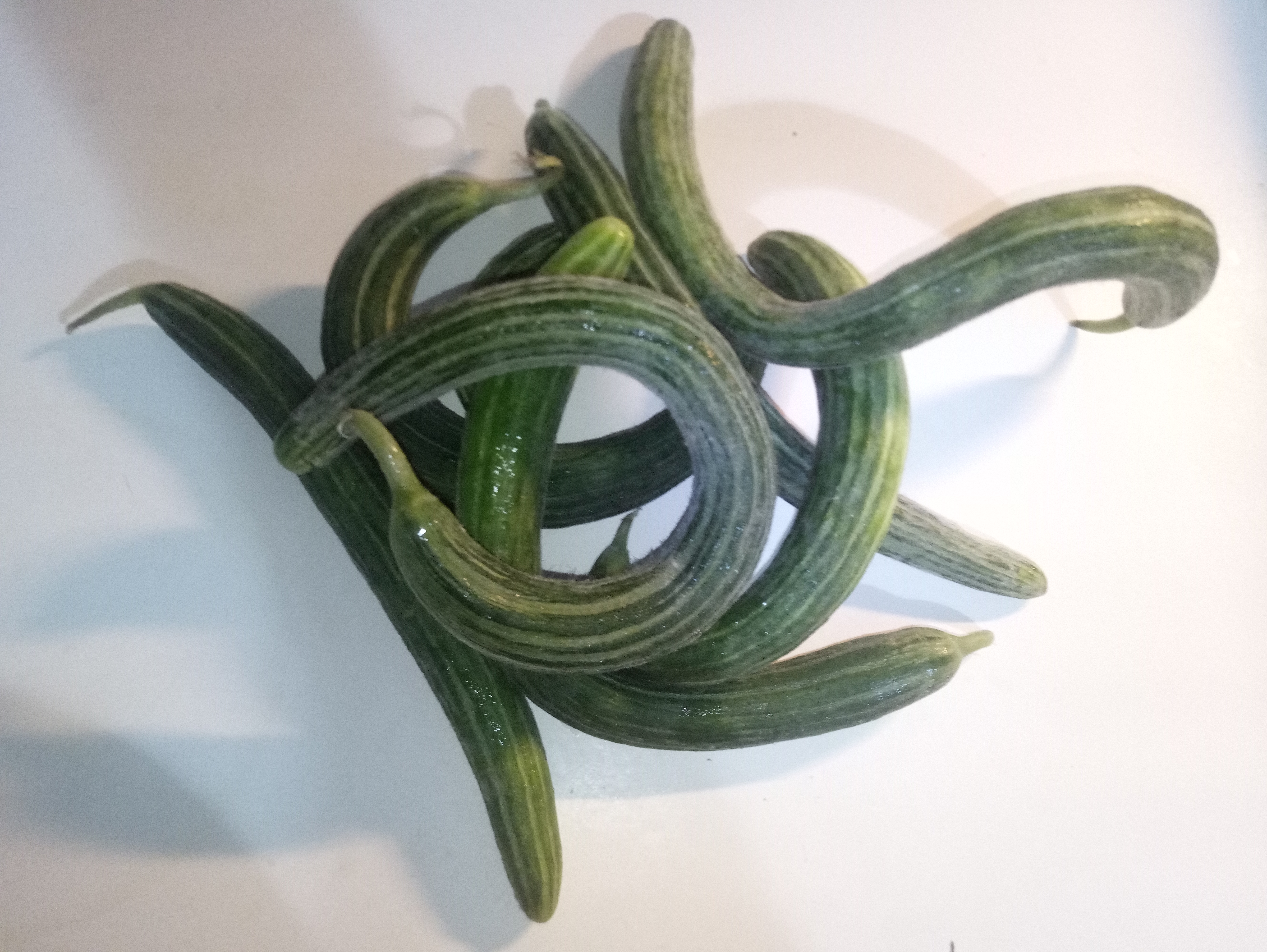
Cetrangoli sicilien

Le concombre arménien n'est pas mentionné en Arménie où il est rare et nommé ՕՁԱՅԻՆ ՍԵԽԻ (Odzayin sekhi) concombre serpent. Cette expression n'est utilisée que depuis le XXe siècle.
Le terme arabe maghrébin faqqūs désigne le concombre serpent mais aussi en Syrie des melons, faqqūs al-ḥamīr désignerait le concombre sauvage (Ecbalium elaterium) et en Tunisie le concombre cultivé. En anglais snake cucumber ou snake melon, en italien meloni serpentini, cetriolo melone, tortarello barese, cetrangolo, en allemand Armenische Melone, en Inde Kakri.
En espagnol alficoz est synonyme de cohombro.

## Phylogénie et origine

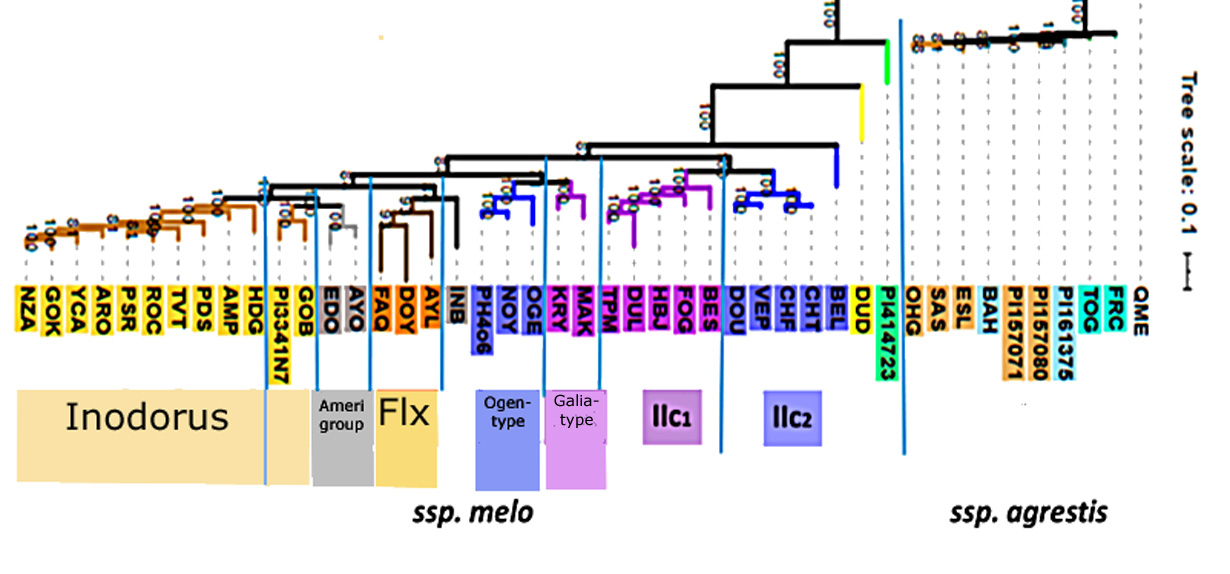
Les Flexuosus (Flx) appartiennent à l'espèce C. melo, ils sont proches des Inodorus et bien distincts des Cantalupensis (IIb1) et des Reticulatus (IIb2). Annick Moing et al. (2020).

Annick Moing et al. (2020) donnent une phylogénie des Cucumis melo dans laquelle 5 Flexuosus sont classés: FAQ Faquus, DOY 'Doya', STA 'Striped Armenian', AYL 'Armenian Yard long' et FL 45. Le groupe Inodorus (melons non climactériques) et un sous-groupe Ameri de type 'Ananas' a une forte proximité avec ces Flexuosus. Cette classification ne distingue pas les melons sucrés des non sucrés puisque de nombreux Inodorus sont sucrés.

### Histoire
H. S. Paris trouve trace des melons du groupe Flexuosus en Égypte ancienne il y a 4000 ans (peintures murales et sculptures). Les sikyos (grec, en grec moderne on dit Αγγούρι Ξυλάγγουρο (Angoúri Xylángouro) concombre pivert, qui grimpe dans les arbres), les cucumis (latin) et les qishu'im (hébreu) = faqqous (arabe Xe siècle) فَقُّوس (faquws) al-faqqûs, sont des flexuosus et non des concombres (C. sativus) comme on l'a longtemps pensé. L'espagnol alficoz, Chat alficôs, alpicôs est une forme mozarabe dérivée de l'arabe al-faqquus qui selon F. Maíllo Salgado (1998) est un terme générique qui désigne plusieurs espèces de concombre, Alficoz (Manche), Alpicoces (Murcie) sont des C. flexuosus mais désigneraient aussi dans des usages locaux le concombre d'âne (Ecballium elaterium). Ibn al Awam indique le qanaby - concombre jujube, concombre serpentin - largement cultivé à Séville.  Antonio José Cavanilles le donne originaire d'Alicante.
A la Renaissance Bauhin, Lobel, Dodoens le mentionnent. 

## Description

### Culture
C. flexuosus s'hybride facilement avec les melons mais non avec les concombres (C. sativus). Augustin Sageret (1826) - qui le taille comme les melons - écrit qu'il faut le tenir éloigné des melons si on veut utiliser les graines pour la reproduction.  Le greffage sur porte-greffe avec résistance au Fusarium, Verticilium et tolérance au Phythium et aux nématodes est favorable. 
La plante est une grimpante qui se cultive au soleil (au moins 6 h par jour) sur treillis ou tuteurs après semis tardif (mai) soit en pot soit en pleine terre, distance de plantation 90 cm, ce mode de conduite évite au fruit de toucher le sol humide. Le fruit est récolté immature (30 à 60 cm) à partir de 50 à 60 jours après le semis, plus mur il perd en saveur; il est plus ou moins tortueux.

### Variabilité et cultivars
Ce légume-fruit est largement cultivé du sud de l'Espagne à l'Afrique du Nord, en Turquie, au Proche-Orient et jusqu'à l'Inde. L'amélioration variétale est active avec le création de F1 et de variétés tolérantes à l'oïdium et au mildiou.

En Italie, 3 variétés sont principalement cultivées: le 'torterello des Abruzzes', le 'torterello de Barese' et le 'torterello sicilien' (cetrangolo ou comero) proche du Carocello mezzo lungo (Polignano), ne pas confondre avec le Carosello Barese (Cucumis melo var. chate) à fruit ovale qui se mange de la même manière. En Espagne et au Portugal il est donné devenu rare et en voie de disparition.

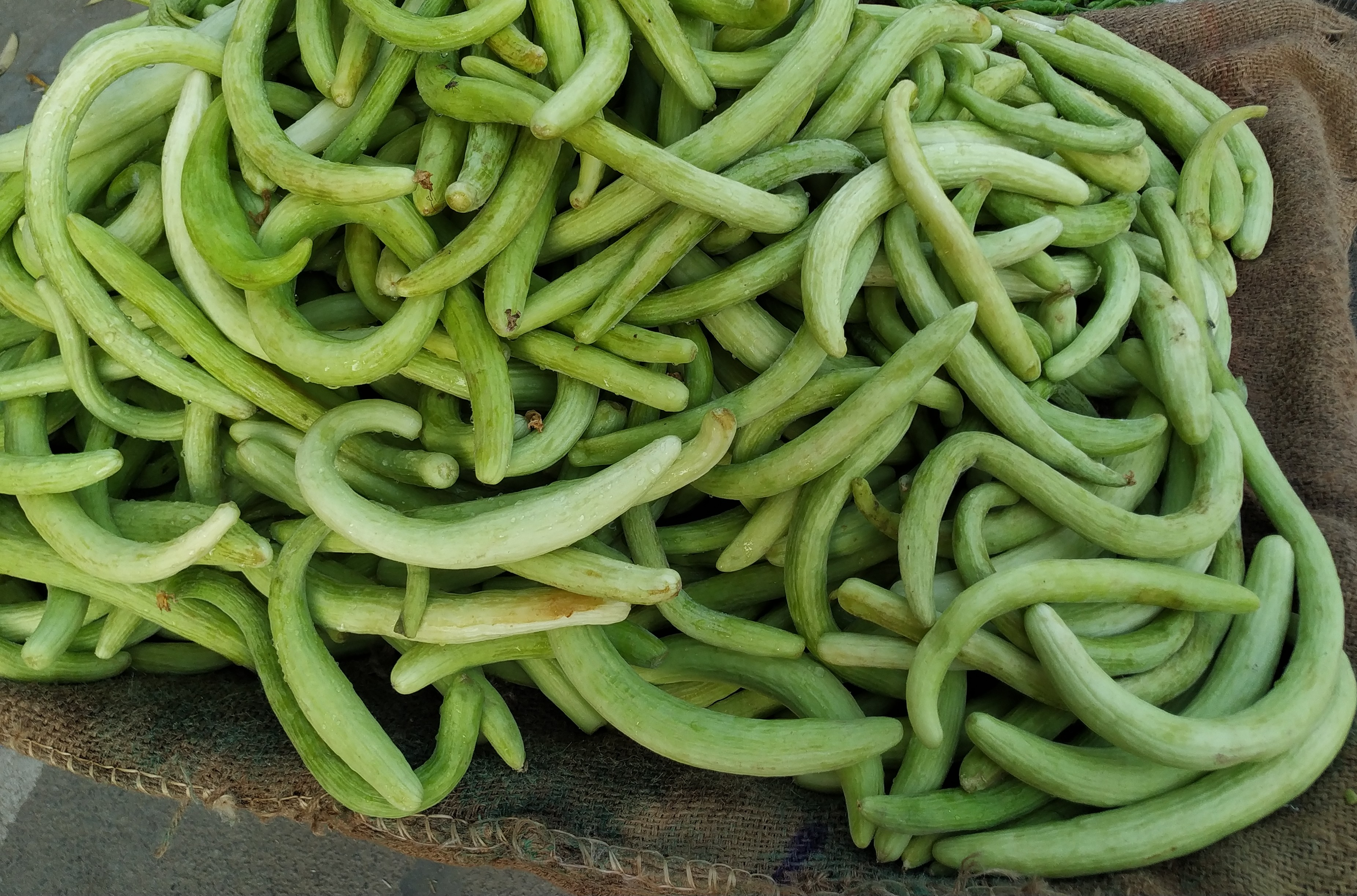
Kakdi à Meerut, en Inde

La Turquie est un centre secondaire de diversification avec une forte diversité régionale sous les noms acur, hitta, hitia. La génomique distingue 2 grands groupes dont l'un inclut une seule accession (l'indien 'Ames') et l'autre plusieurs sous-groupes dont ('Hitta', 'Midyat' de Turquie). 'Siyah acur' est proche d'un cultivar d'Afghanistan.
En Palestine, les 4 races locales sont : les verts 'Baladi' et 'Sahouri vert' et les blancs 'Baladi blanc' et' Sahouri blanc': dont les locaux faqqus sahuri (à Beit Sahour) et faqqus nabulsi (Naplouse). 17 variétés locales de melon serpent jordanien séquencées en 2018 ont montré une grande diversité génétique et un niveau de polymorphisme élevé, avec certains traits originaires de la côte sud de la Caspienne. En Irak, même forte diversité (on signale des cultivars tolérants à la salinité).
L'Iran a une diversité remarquable avec des phénotypes à fruits courts, à peau vert foncé, à chair sucrée dans les accessions sans côtes. La génomique donne sept groupes dont un du type à grosses graines. Les auteurs supposent des hybridations spontanées entre groupes.

## Utilisation
Alficoz est peu énergétique (31 Kcal/100 g) avec 20 mg/100 g de vitamine C. et une petite quantité de vitamine B. Il est riche en calcium, chlore, potassium et fer. Il a des propriétés antioxydantes et immunoprotectrices. Il est réputé digeste.

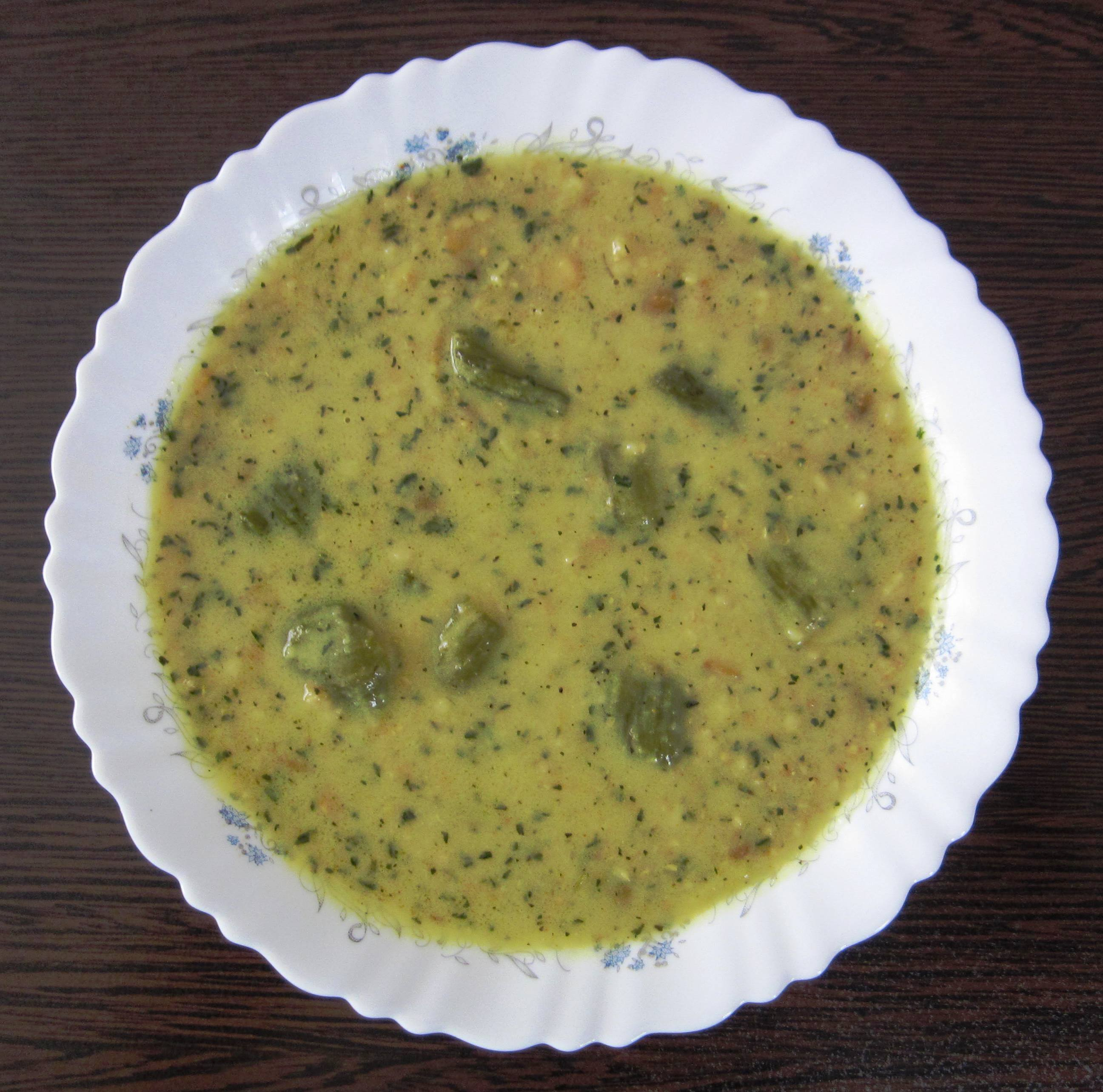
Āsh e Khiar chanbar, soupe iranienne au concombre serpent (khiar chanbar آش خیار چنبر)

### Cru
La teneur en humidité du concombre arménien est de l'ordre de 76 %, beaucoup plus basse que celle du concombre (C. sativus) dont la teneur en humidité va jusqu'à 96 %. Il est inutile de le dégorger au sel. Ángeles Ruiz García (2022) pèle ses alficoz pour la salade mais écrit que le peau est si délicate et fine qu'on peut s'en dispenser, il suffit de bien les laver et de les frotter car ils peuvent être poilus. En Afrique du Nord les salades de concombre serpent sont appréciées avec du yaourt.  
Très longtemps ils sont confits au vinaigre dans les textes en français et le catalogue Vilmorin le conseillait comme plante décorative. Se mange à la croque au sel en Sicile,  en sandwich au fromage frais, au sel et au jus de lime en Inde où on en fait des boissons. Il donne un gaspacho sans amertume.

### Cuit
Āsh e Khiar chanbar est une soupe (chaude) de concombre de la province de Hamedan qui se cuisine avec du concombre serpent (concombre Chanbar) épépiné, du boulghour, de l'oignon chaud et du caillé coloré au curcuma. 
On le sert poëlé avec de l'ail en Inde.

## Anthologie
- Olivier de Serres. Le théâtre d'agriculture et mesnage des champs. 1611[50].

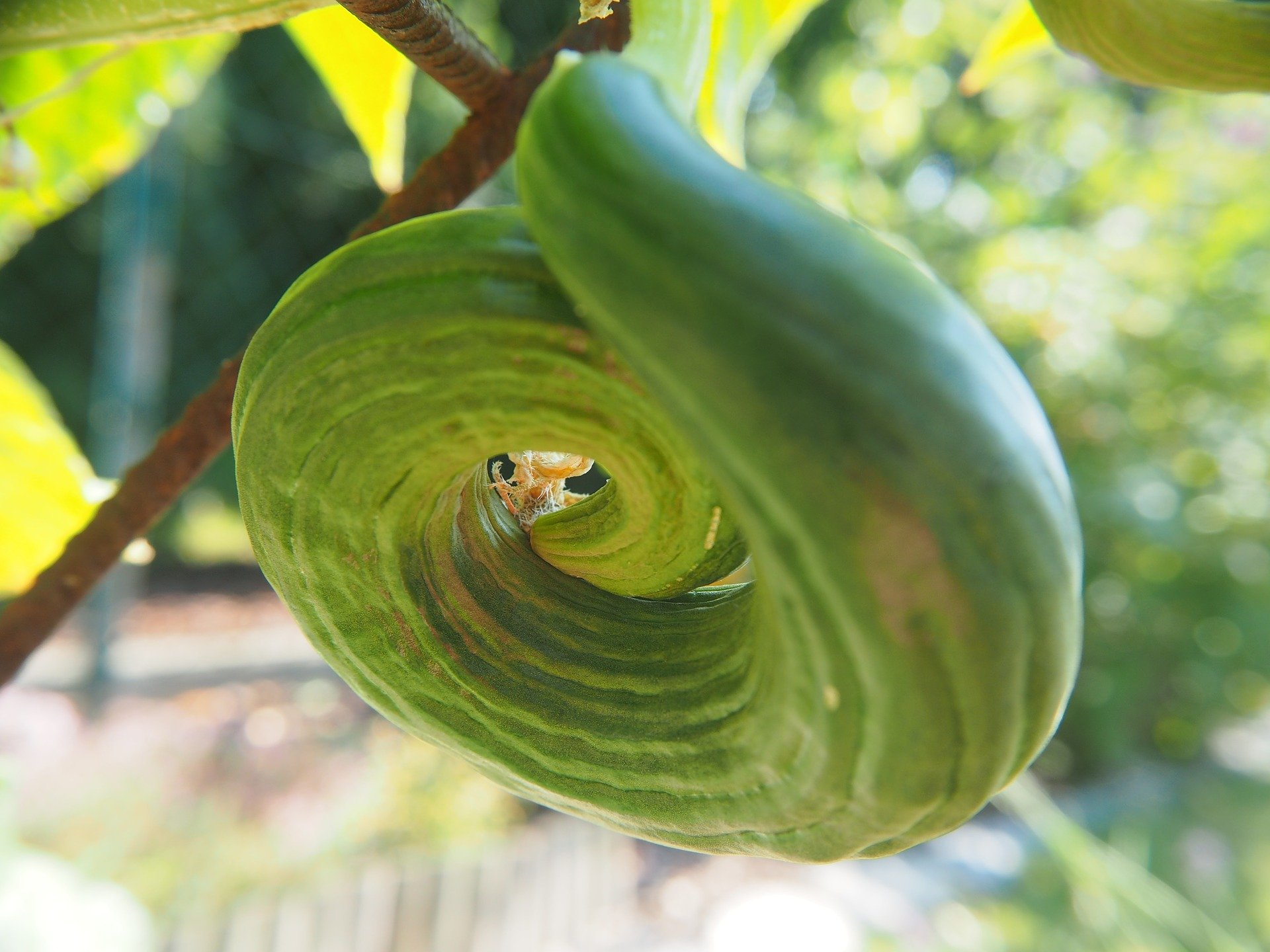
Concombre serpent

« Autre race de Concombres que de la commune, se voit non sans ébahissement pour son étrange figure, ressemblant à celle du serpent, autant aisément qu'on dirait que Nature à voulu là refaire son propre ouvrage. Ces Concombres croissent entortillés de la longueur de quatre à cinq pieds et  davantage, ayant la tête, la bouche, comme les vrais serpent [ ]. La couleur est universellement barrée en veines grises, vertes et jaunes, Ils tiennent à la plante par le bout de la queue. Ce sont ceux dont Pline fait mention qu'il appelle Concombres scorpionistes et serpentins, les tenant être sauvages. L'horreur de leur figure les rend plus admirables que mangeables, encore que leur goût, de lui même, soit aussi bon que des autres concombres. Leur semence est venue d'Espagne à Toulouse et de là plus avant en certains lieux de Languedoc, où néanmoins elle y est encore très rare. »

## Pages connexes
- Carosello (concombre) (Cucumis melo conv. adzhur) melon-concombre rond ou avale proche du concombre arménien principalement cultivé dans en Italie du sud. Concombre de Perse
- Melon oriental, Melons d'Asie centrale, Melons de la péninsule ibérique, Melons sauvages
- Concombre